# Tici (Ribera)
Tici és un quadre de Josep de Ribera pintat a l'oli sobre llenç i amb unes dimensions de 227 × 301 cm. Signat i datat en 1632, es conserva al Museu del Prado  de Madrid. El quadre pertany a una sèrie de quatre teles que representen els suplicis soferts pels Gegants de la mitologia grega; Tici, Sísif, Tàntal i Ixíon, a qui Zeus va castigar per diversos crims. D'aquesta sèrie de quatre (Ribera va realitzar almenys una altra més amb el mateix tema de la qual només es conserven els esbossos) han arribat fins als nostres dies les teles de Tici i Ixión, ambdues obres en el Museu del Prado.
No es coneix amb exactitud qui va fer l'encàrrec del treball a Ribera i la primera constància documental que es té és la seva compra en 1634 a la Marquesa de Charela per part del protonotari d'Aragó, Jerónimo de Villanueva per a la decoració del palau del Buen Retiro. No obstant això, per les seves grans dimensions i el tema de les obres (interpretades com la justícia implacable que recaurà sobre els arrogants que atemptin contra el poder regnant) es té gairebé la total certesa que es tracta d'un encàrrec de la mateixa Casa Real. Les obres van romandre sense interrupció en el Palau del Buen Retiro fins al segle xviii i poc després entrarien a formar part de la col·lecció del Prado.
Va ser assassinat per apol·lo i Àrtemis fills de Zeus i Leto, perquè va tractar de violar a la seva mare.

## Composició i estil
Tici, fill d'Elara i Zeus, va tractar de violar a Leto, mare d'Apol·lo i Àrtemis, els qui, en defensa de la seva mare, van abatre al gegant amb les seves fletxes. Com els gegants eren immortals, Zeus va llançar a Tici al Tàrtar on va ser condemnat al fet que un voltor li mengés el fetge (òrgan on els antics creien que residien les passions) durant tota l'eternitat, doncs el voltor l'hi menjava pel dia i el fetge li tornava a créixer al gegant a la nit.
Sobre aquesta base, Ribera crea una obra magnífica alhora que terrorífica i d'una poderosa força visual. Tici jeu de cap per amunt, amb el cos arquejat, agitant els braços i el cap tirat cap enrere amb un inenarrable gest d'etern sofriment en el seu rostre mentre el voltor extreu el fetge per un forat del seu costat. Ribera es va fixar en el Tàntal pintat per Tiziano per realitzar el seu Tici, col·locant en diagonal el cos del gegant amb els seus peus que s'enfonsen en la foscor de l'Avern i el seu cos i rostre, il·luminats, es projecten cap a davant envaint amb violència l'espai de l'espectador.